# سوپرمدل (آلبوم)
«سوپرمدل» (به انگلیسی: Supermodel) آلبومی از گروه موسیقی آلترنتیو راک فاستر د پیپل است که در ۱۴ مارس ۲۰۱۴ منتشر شد.
این آلبوم در چارت‌های ، در رتبه اول و در چارت‌های استرالیا، کانادا، آمریکا جزو ده آلبوم اول قرار گرفت.